# The James Dean Story
The James Dean Story (ang. The James Dean Story)	– amerykański film dokumentalny z 1957 r. w reżyserii Roberta Altmana.